# Olmsted-Syndrom
Das Olmsted-Syndrom ist eine sehr seltene angeborene Erkrankung der Haut mit Verhornungsstörung (Hyperkeratose) an Hand- und Fußflächen sowie um den Mund herum und gehört zu den Hereditären Palmoplantarkeratosen.
Synonyme sind: Mutilierende Palmoplantarkeratose mit periorifiziellen Hyperkeratosen; Palmoplantare und periorifizielle Keratosen.
Die Erkrankung kann als Variante der Keratosis follicularis spinulosa decalvans (KFSD) angesehen werden.
Die Erstbeschreibung stammt aus dem Jahre 1927 durch den US-amerikanischen Pädiater Harry C. Olmsted.

## Verbreitung
Die Häufigkeit wird mit unter 1 zu 1.000.000 angegeben, bislang wurde über weniger als 100 Betroffene berichtet. Das männliche Geschlecht ist häufiger betroffen. Die Vererbung erfolgt teilweise autosomal-dominant oder X-chromosomal rezessiv.

## Ursache
Je nach zugrunde liegender Mutation können folgende Typen unterschieden werden:
- Typ 1 mit Mutationen im TRPV3 (Transient receptor potential vanilloid-3)-Gen auf Chromosom 17 Genort p13.2[4]

Dieses Gen ist auch bei der Isolierten fokalen nichtepidermolytischen Palmoplantarkeratose beteiligt.
- Typ 2 mit heterozygoten Mutationen im PERP-Gen auf Chromosom 6 an q23.3[6]

Dieses Gen ist auch homozygot bei der Erythrokeratodermia progressiva symmetrica beteiligt.
- Typ 3 (KFSDX), X-chromosomal, mit Mutationen im MBTPS2 (membrane-bound transcription factor protease, site 2)-Gen auf Chromosom 6 an p22.12 mit einer Störung der Cholesterin-Homöostase.[8]

Dieses Gen ist auch beim Dermotrichie-Syndrom Typ 1, der Keratosis follicularis spinulosa decalvans (x-chromosomale Form) und der Osteogenesis imperfecta Typ 19 beteiligt.

## Klinische Erscheinungen
Klinische Kriterien sind:
- Beginn im Säuglings- oder Kleinkindesalter
- scharf begrenzte Palmoplantarkeratose
- Nageldystrophie
- um den Mund Hyperkeratose
- weitere Erythematöse Hautveränderungen, auch Lichen pilaris
- Tendenz zur Deformierung bis zur Verstümmelung und Spontanamputation von Zehen und/oder Fingern.

Hinzu können Erythromelalgie, Veränderung der Kopfbehaarung auch mit Trichorrhexis nodosa, Leukokeratose, Hornhautdefekte oder wiederholte Infektionen kommen.

## Diagnose
Die Diagnose ergibt sich überwiegend aus den klinischen Befunden.

## Differentialdiagnose
Abzugrenzen sind:
- Hereditäres Zinkmangelsyndrom
- Mal de Meleda
- Erythrokeratodermia progressiva symmetrica
- Pachyonychia congenita
- Keratoderma hereditarium mutilans
- Papillon-Lefèvre-Syndrom
- Haim-Munk-Syndrom
- Tyrosinämie Typ II
- Clouston-Syndrom
- andere schwere Formen der Hereditären Palmoplantarkeratose wie Keratoderma hereditarium mutilans

## Therapie
Die Behandlung kann mit Retinoiden erfolgen. Vielversprechend ist auch die Behandlung mit Erlotinib, einem Inhibitor des epidermal growth factor receptor (EGFR). Das Medikament ist unter dem Handelsnamen Tarceva als Medikament in der Krebstherapie zur Behandlung von Nicht-kleinzelligem Bronchialkarzinom (NSCLC) zugelassen. Die Behandlung von drei Olmsted-Syndrom Patienten zeigte moderate bis milde Nebeneffekte mit substanzieller Verbesserung der Lebensqualität der Patienten innerhalb von drei Monaten nach Beginn der Behandlung. Vergleichbare Erfolge konnten auch bei weiteren vier Kindern beobachtet werden. Weitere Forschung ist nötig, um diese Behandlungsmethode zu etablieren.